# Torneo di Wimbledon 1897
Il Torneo di Wimbledon 1897 è stata la 21ª edizione del Torneo di Wimbledon e prima prova stagionale dello Slam per il 1897.
Si è giocato sui campi in erba dell'All England Lawn Tennis and Croquet Club di Wimbledon a Londra in Gran Bretagna. 
Il torneo ha visto vincitore nel singolare maschile il britannico Reginald Doherty
che ha sconfitto in finale in 3 set il connazionale Harold Mahony con il punteggio di 6–4 6–4 6–3.
Nel singolare femminile si è imposta la britannica Blanche Bingley Hillyard
che ha battuto in finale in 3 set la connazionale Charlotte Cooper.
Nel doppio maschile hanno trionfato Reginald Doherty e Laurie Doherty.

## Risultati

### Singolare maschile
Reginald Doherty ha battuto in finale  Harold Mahony con il punteggio di 6–4 6–4 6–3

### Singolare femminile
Blanche Bingley Hillyard ha battuto in finale  Charlotte Cooper con il punteggio di 5–7, 7–5, 6–2

### Doppio maschile
Reginald Doherty /  Laurie Doherty hanno battuto in finale  Wilfred Baddeley /  Herbert Baddeley con il punteggio di 6–4, 4–6, 8–6, 6–4